# Princip jedné odpovědnosti
Princip jedné odpovědnosti (nebo také SRP – Single responsibility principle) je v objektově orientovaném programování princip, který udává, že:
- každý objekt by měl mít jednu odpovědnost (neboli: být zodpovědný za jednu konkrétní věc), a
- služby, které jsou od tohoto objektu očekávány, by měly být spjaty s touto odpovědností.

Princip poprvé představil Robert Cecil Martin v článku, který byl součástí jeho série Principles of Object Oriented Design. „Odpovědnost“ v tomto principu Martin definuje jako důvod ke změně a uzavírá, že třída nebo modul by měla mít jeden a právě jeden důvod ke změně.
Důvod, proč by třída měla mít jednu odpovědnost, je ten, že ji to dělá robustnější.
Princip jedné odpovědnosti je použit v metodologii odpovědností řízený návrh (Responsibility Driven Design) a Use Case / Responsibility Driven Analysis and Design (česky přibližně: Případ použití / odpovědností řízený rozbor a návrh).